# قائمة حكام إسبانيا
هذه قائمة ملوك إسبانيا، وفيها حكام البلد إسبانيا بالمعنى الحديث للكلمة. السابقون على ملوك العرش الأسباني هم كما يلي:-
- ملوك القوط الغربيون
- ملوك أستورياس
- ملوك نافارا
- ملوك ليون
- ملوك جليقية
- ملوك أراغون
- ملوك قشتالة

وبالنهاية اتحدت تلك الأسر السبعة بعد زواج الملوك الكاثوليك فرديناند الثاني (ملك تاج أراغون) والملكة إيزابيلا الأولى (ملكة تاج قشتالة). ومع ذلك استمرت المملكتين منفصلتين ضمن اتحاد شخصي حكموها معا بسيادة واحدة. كما غزا فرديناند الجزء الجنوبي من نافارا وضمها إلى ما كانت ستصبح اسبانيا. اورثت إيزابيلا مملكتها لابنتها خوانا الأولى، فأضحى فرديناند وصيا لها أثناء جنونها، ولكن رفض طبقة نبلاء قشتالة ذلك دفعه بالاستعانة بزوج جوانا فيليب الوسيم، لكنه عاد واستلم الوصاية بعد وفاة فيليب.

## إسبانيا(1516–1873)

### هابسبورغ(1516–1700)
| # | الصورة | شعار إسبانيا | الاسم                                                                    | الحياة                                        | الحكم                            | الألقاب | المطالبة                                                      |
| - | ------ | ------------ | ------------------------------------------------------------------------ | --------------------------------------------- | -------------------------------- | --- | ------------------------------------------------------------- |
| 1 |        |              | كارلوس الخامس (Emperor Charles V) Carlos I, el César Carlos              | فبراير 24, 1500 - سبتمبر 21, 1558 (عن عمر 58) | مارس 14, 1516 - يناير 16, 1556   | - إمبراطور روماني مقدس; قائمة ملوك ألمانيا وملك إيطاليا - ملك إسبانيا، صقلية وسردينيا - قائمة ملوك نابولي وملوك مملكة بيت المقدس - قائمة حكام النمسا - دوق بورغندي (حامل لقب)، الأقاليم السبعة عشر | ابن خوانا الأولى، حفيد الملكة إيزابيلا الأولى وفرناندو الثاني |
| 2 |        |              | فيليب الثاني ملك إسبانيا, the Prudent Felipe II, el Prudente             | مايو 21, 1527 - سبتمبر 13, 1598 (عن عمر 71)   | يناير 16, 1556 - سبتمبر 13, 1598 | - ملك إسبانيا،صقلية، وسردينيا - ملك نابولي والقدس - قائمة ملوك البرتغال والغرب - قائمة ملوك إنجلترا (jure uxoris) - دوق بورجندي (حامل لقب)، لورد هولندا - دوق ميلان                                | ابن كارلوس الخامس                                             |
| 3 |        |              | فيليب الثالث ملك إسبانيا, the Pious Felipe III, el Piadoso               | أبريل 14، 1578 - مارس 31، 1621 (عن عمر 42)    | سبتمبر 13، 1598 - مارس 31، 1621  | - ملك إسبانيا، البرتغال، نابلس، صقلية وسردينيا - دوق ميلان | ابن فيليب الثاني ملك إسبانيا                                  |
| 4 |        |              | فيليب الرابع ملك إسبانيا, the Great Felipe IV, el Grande, el Rey Planeta | أبريل 8، 1605 - سبتمبر 17، 1665 (عن عمر 60)   | مارس 31، 1621 - سبتمبر 17، 1665  | - ملك إسبانيا، البرتغال (حتى 1640)، نابلس، صقلية وسردينيا - دوق ميلان - ملك هولندا وكونت بورجندي                                                                                                   | ابن فيليب الثالث ملك إسبانيا                                  |
| 5 |        |              | كارلوس الثاني ملك إسبانيا، the Bewitched Carlos II, el Hechizado         | نوفمبر 6, 1661 - نوفمبر 1, 1700 (عن عمر 38)   | سبتمبر 17, 1665 - نوفمبر 1, 1700 | - ملك إسبانيا، نابلس، صقلية، وسردينيا - دوق ميلان - ملك هولندا وكونت بورجندي | ابن فيليب الرابع ملك إسبانيا                                  |

المطالب المتنازع عليها
| # | الصورة | شعار إسبانيا | الاسم                                                                              | الحياة                                       | الحكم                           | الألقاب                                                        | المطالبة                          |
| - | ------ | ------------ | ---------------------------------------------------------------------------------- | -------------------------------------------- | ------------------------------- | -------------------------------------------------------------- | --------------------------------- |
| 6 |        |              | كارل السادس (إمبراطور روماني مقدس), as Charles III Archiduque Carlos, (Carlos III) | أكتوبر 1, 1685 - أكتوبر 20, 1740 (عن عمر 55) | سبتمبر 12, 1703 - يوليو 2, 1715 | - ملك إسبانيا، نابلس، صقلية، وسردينيا - دوق ميلان - ملك هولندا | ابن حفيد فيليب الثالث ملك إسبانيا |

### آل بوربون(1700–1808)
| #  | الصورة | شعار إسبانيا | الاسم                                                                                           | الحياة                                        | الحكم                                                           | الألقاب     | المطالبة                          |
| -- | ------ | ------------ | ----------------------------------------------------------------------------------------------- | --------------------------------------------- | --------------------------------------------------------------- | ----------- | --------------------------------- |
| 6  |        |              | فيليب الخامس ملك إسبانيا, the Spirited Felipe V, el Animoso                                     | ديسمبر 19, 1683 - يوليو 9, 1746 (عن عمر 62)   | نوفمبر 16, 1700 - يناير 14, 1724 (تنازل عن العرش لابنه)         | ملك إسبانيا | ابن حفيد فيليب الرابع ملك إسبانيا |
| 7  |        |              | لويس الأول ملك إسبانيا, the Beloved, the Liberal Luis I, el Bien Amado, el Liberal              | أغسطس 25, 1707 - أغسطس 31, 1724 (عن عمر 17)   | يناير 14, 1724 - أغسطس 31, 1724 (حكم سبعة أشهر فقط قبل وفاته)   | ملك إسبانيا | ابن فيليب الخامس ملك إسبانيا      |
| 8  |        |              | فيليب الخامس ملك إسبانيا, the Spirited Felipe V, el Animoso                                     | ديسمبر 19, 1683 - يوليو 9, 1746 (عن عمر 62)   | سبتمبر 6, 1724 - يوليو 9, 1746 (reinstated on death of his son) | ملك أسبانيا | والد لويس الأول ملك إسبانيا       |
| 9  |        |              | فرناندو السادس ملك إسبانيا, the Learned Fernando VI, el Prudente, el Justo                      | سبتمبر 23, 1713 - أغسطس 10, 1759 (عن عمر 45)  | يوليو 9, 1746 - أغسطس 10, 1759                                  | ملك أسبانيا | ابن فيليب الخامس ملك إسبانيا      |
| 10 |        |              | كارلوس الثالث ملك إسبانيا, the Enlightened, the King-مايو or Carlos III, el Político            | يناير 20, 1716 - ديسمبر 14, 1788 (عن عمر 72)  | أغسطس 10, 1759 - ديسمبر 14, 1788                                | ملك أسبانيا | ابن فيليب الخامس ملك إسبانيا      |
| 11 |        |              | كارلوس الرابع, the Hunter Carlos IV, el Cazador                                                 | نوفمبر 11, 1748 - يناير 20, 1819 (عن عمر 70)  | ديسمبر 14, 1788 - مارس 19, 1808                                 | ملك أسبانيا | ابن كارلوس الثالث ملك إسبانيا     |
| 12 |        |              | فيرناندو السابع ملك إسبانيا, the Desired, The Felon King Fernando VII, el Deseado, el Rey Felón | أكتوبر 14, 1784 - سبتمبر 29, 1833 (عن عمر 48) | مارس 19, 1808 - مايو 6, 1808                                    | ملك أسبانيا | ابن كارلوس الرابع                 |

### عائلة بونابرت(1808–1813)
| #  | الصورة | شعار إسبانيا | الاسم                                                        | الحياة                                     | الحكم                           | الألقاب                                                         | المطالبة                                                      |
| -- | ------ | ------------ | ------------------------------------------------------------ | ------------------------------------------ | ------------------------------- | --------------------------------------------------------------- | ------------------------------------------------------------- |
| 13 |        |              | جوزيف بونابرت, the Intruder, Bottle Joe José I, Pepe Botella | يناير 7, 1768 - يوليو 28, 1844 (عن عمر 76) | يونيو 6, 1808 - ديسمبر 11, 1813 | - ملك إسبانيا - ملك نابلس، صقلية، والهند - Comte de Survilliers | no relationship, appointee and elder brother of نابليون الأول |

### آل بوربون(1813–1868) (الاستعادة الأولى)
| #  | الصورة | شعار إسبانيا | الاسم                                                                                              | الحياة                                        | الحكم                                                             | الألقاب      | المطالبة                         |
| -- | ------ | ------------ | -------------------------------------------------------------------------------------------------- | --------------------------------------------- | ----------------------------------------------------------------- | ------------ | -------------------------------- |
| 14 |        |              | فيرناندو السابع ملك إسبانيا, the Desired, The Felon King Fernando VII, el Deseado, el Rey Felón    | أكتوبر 14, 1784 - سبتمبر 29, 1833 (عن عمر 48) | ديسمبر 11, 1813 - سبتمبر 29, 1833 (restored to power by Napoleon) | ملك أسبانيا  | ابن كارلوس الرابع                |
| 15 |        |              | إيزابيل الثانية ملكة إسبانيا, the One with the Sad Destinies Isabel II, la de los Tristes Destinos | أكتوبر 10, 1830 - أبريل 10, 1904 (عن عمر 73)  | سبتمبر 29, 1833 - سبتمبر 30, 1868                                 | ملكة أسبانيا | ابنة فيرناندو السابع ملك إسبانيا |

### آل سافوي(1870–1873)
| #  | الصورة | شعار إسبانيا | الاسم                                                                        | الحياة                                     | الحكم                            | الألقاب     | المطالبة |
| -- | ------ | ------------ | ---------------------------------------------------------------------------- | ------------------------------------------ | -------------------------------- | ----------- | --- |
| 15 |        |              | أماديو الأول, the Gentleman King, "King Macaroni" Amadeo I, el Rey Caballero | مايو 30, 1845 - يناير 18, 1890 (عن عمر 44) | ديسمبر 4, 1870 - فبراير 11, 1873 | ملك أسبانيا | سلسل فيليب الثاني (من خلال حفيده توماس سافويا ‏) ولشارل الثالث (من خلال ابنه فرديناندو الأول ملك الصقليتين وابنته ماريا لويزا من إسبانيا) |

## الجمهورية الإسبانية الأولى(1873–1874)

### رؤساء السلطة التنفيذية
| # | الصورة | الشعار | الاسم                     | رئيس منذ        | رئيس حتى        | الحزب السياسي            |
| - | ------ | ------ | ------------------------- | --------------- | --------------- | ------------------------ |
| 1 |        |        | استانيسلاو فيجويراس       | فبراير 12, 1873 | يونيو 11, 1873  | جمهورية فيدرالية         |
| 2 |        |        | فرانسيسكو بي مارغال       | يونيو 11, 1873  | يوليو 18, 1873  | جمهورية فيدرالية         |
| 3 |        |        | نيكولاس سالميرون ذ ألونسو | يوليو 18, 1873  | سبتمبر 7, 1873  | جمهورية معتدلة           |
| 4 |        |        | إيميليو كاستيلار ذ ريبول  | سبتمبر 7, 1873  | يناير 3, 1874   | جمهورية موحدة            |
| 5 |        |        | فرانسيسكو سيرانو دوق تور  | يناير 3, 1874   | ديسمبر 30, 1874 | ديكتاتورية جمهورية متحدة |

## Kingdom of Spain (1874–1931)

### آل بوربون(1874–1931) (الاستعادة الثانية)
| #  | الصورة | شعار إسبانيا | الاسم                                                                   | الحياة                                        | الحكم                             | الألقاب              | المطالبة                           |
| -- | ------ | ------------ | ----------------------------------------------------------------------- | --------------------------------------------- | --------------------------------- | -------------------- | ---------------------------------- |
| 16 |        |              | ألفونسو الثاني عشر ملك إسبانيا, صانع السلام Alfonso XII, el Pacificador | نوفمبر 28, 1857 - نوفمبر 25, 1885 (عن عمر 27) | ديسمبر 30, 1874 - نوفمبر 25, 1885 | ملك أسبانيا الدستوري | ابن إيزابيل الثانية ملكة إسبانيا   |
| 17 |        |              | ألفونسو الثالث عشر ملك إسبانيا, الأفريقي Alfonso XIII, el Africano      | مايو 17, 1886 - فبراير 28, 1941 (عن عمر 54)   | مايو 17, 1886 - أبريل 14, 1931    | ملك أسبانيا الدستوري | ابن ألفونسو الثاني عشر ملك إسبانيا |

## الجمهورية الإسبانية الثانية(1931–1939)

### رؤساء الجمهورية
| # | الصورة | الشعار | الاسم                        | رئيس منذ       | رئيس حتى     | الحزب السياسي                               |
| - | ------ | ------ | ---------------------------- | -------------- | ------------ | ------------------------------------------- |
| 1 |        |        | نيكيتو ألكالا زامورا         | 11 ديسمبر 1931 | 7 أبريل 1936 | جمهوري محافظ                                |
|   |        |        | دييغو مارتينيز باريو Interim | 7 أبريل 1936   | 10 مايو 1936 | Republican Union Party تحالف الجبهة الشعبية |
| 2 |        |        | مانويل أثانيا                | 11 مايو 1936   | 3 مارس 1939  | اليسار الجمهوري تحالف الجبهة الشعبية        |

## الحكومة الجمهورية الإسبانية في المنفى(1939–1977)
رؤساء في المنفى
- Álvaro de Albornoz y Liminiana (11 مايو 1940 – 17 أغسطس 1945) (acting)
- دييغو مارتينيز باريو (17 أغسطس 1945 – 1 يناير 1962)
- Luis Jiménez de Asúa (11 فبراير 1962 – 16 نوفمبر 1970)
- خوسيه مالدونادو غونزاليس (نوفمبر 1970 – 1 يوليو 1977)

## دكتاتورية فرانسيسكو فرانكو(1936–1975)
| #                    | الصورة | الشعار | الاسم               | رئيس دولة منذ   | رئيس دولة حتى   | الحزب السياسي                                                          |
| -------------------- | ------ | ------ | ------------------- | --------------- | --------------- | ---------------------------------------------------------------------- |
| رئيس دولة (Caudillo) |        |        |                     |                 |                 |                                                                        |
| 1                    |        |        | فرانسيسكو فرانكو    | أكتوبر 1, 1936  | نوفمبر 20, 1975 | الكتائب الإسبانية التقليدية والجمعيات الدفاعية النقابية الوطنية عسكرية |
| رئيس وصي على العرش   |        |        |                     |                 |                 |                                                                        |
| 2                    |        |        | اليخاندرو رودريغيز ‏ | نوفمبر 20, 1975 | نوفمبر 22, 1975 | الكتائب الإسبانية التقليدية والجمعيات الدفاعية النقابية الوطنية عسكرية |

## Kingdom of Spain (1975–)[الإنجليزية]

### آل بوربون(1975– حتى الآن، الاستعادة الثالثة)
| #  | الصورة | شعار إسبانيا | الاسم             | الحياة | الحكم                            | الألقاب     | المطالبة                                                         |
| -- | ------ | ------------ | ----------------- | ------ | -------------------------------- | ----------- | ---------------------------------------------------------------- |
| 18 |        |              | خوان كارلوس الأول |        | نوفمبر 22, 1975 - يونيو 19, 2014 | ملك أسبانيا | حفيد ألفونسو الثالث عشر، من خلال ابنه الثالث، خوان، كونت برشلونة |
| 19 |        |              | فيليب السادس      |        | يونيو 19, 2014 - حتى الآن        | ملك أسبانيا | ابن خوان كارلوس الأول                                            |